# Éva Sas
Éva Sas (nascida a 13 de agosto de 1970) é uma política francesa da Grupo dos Verdes/Aliança Livre Europeia. Foi deputada de 2012 a 2017.

## Carreira política
Ela foi eleita pelo 7.º distrito eleitoral de Essonne nas eleições francesas de 2012, destituindo a deputada republicana em exercício Françoise Briand.
Ela foi uma candidata sem sucesso nas eleições de 2018 pelo 1.º distrito eleitoral de Essonne.